# حبائیه
حبائیه، روستایی در دهستان سیدعباس بخش مرکزی شهرستان کرخه در استان خوزستان ایران است.

## جمعیت
بر پایه سرشماری عمومی نفوس و مسکن در سال ۱۳۹۵، جمعیت این روستا برابر با ۹۴۷ نفر (۲۲۰ خانوار) بوده‌است.